# Of Pups and Puzzles
Of Pups and Puzzles è un cortometraggio del 1941 diretto da George Sidney.

## Trama
Film documentario narrato da John Nesbitt, mostra dei test creati da dei ricercatori, utilizzando uno scimpanzé e tre cani.

## Riconoscimenti
- Oscar al miglior cortometraggio[1]